# Thấu kính mỏng

Một thấu kính có thể được xem là thấu kính mỏng nếu độ dày của nó nhỏ hơn nhiều so với bán kính cong các bề mặt của nó (d ≪ |R_{1}| và d ≪ |R_{2}|).

Trong quang học, thấu kính mỏng là thấu kính có độ dày (khoảng cách dọc theo trục quang học giữa hai bề mặt của thấu kính) không đáng kể so với bán kính cong của các bề mặt thấu kính. Thấu kính có độ dày không đáng kể đôi khi được gọi là thấu kính dày.
Phép tính xấp xỉ thấu kính mỏng bỏ qua các hiệu ứng quang học do độ dày của thấu kính và đơn giản hóa các phép tính dò tia . Nó thường được kết hợp với phép tính ước lượng trục trong các kỹ thuật như phân tích ma trận truyền tia .

## Tiêu cự
Tiêu cự f của một thấu kính trong không khí được cho bởi phương trình thấu kính:
{\displaystyle {\frac {1}{f}}=(n-1)\left[{\frac {1}{R_{1}}}-{\frac {1}{R_{2}}}+{\frac {(n-1)d}{nR_{1}R_{2}}}\right],}
trong đó n là chiết suất của vật liệu thấu kính và R 1 và R 2 là bán kính cong của hai bề mặt. Đối với một thấu kính mỏng, d nhỏ hơn nhiều so với một trong các bán kính cong ( R 1 hoặc R 2 ). Trong những điều kiện này, số hạng cuối cùng của phương trình thấu kính trở nên không đáng kể và tiêu cự của một thấu kính mỏng trong không khí có thể xấp xỉ bằng 
{\displaystyle {\frac {1}{f}}\approx \left(n-1\right)\left[{\frac {1}{R_{1}}}-{\frac {1}{R_{2}}}\right].}
Ở đây, R1 là dương nếu như bề mặt đầu tiên là bề mặt lồi và âm nếu như bề mặt là lõm. Các dấu được đảo ngược cho bề mặt phía sau của kính: R2 là dương nếu bề mặt là lõm và âm nếu bề mặt là lồi. Đây là một quy ước dấu tùy ý; một số tác giả chọn quy ước dấu khác nhau cho bán kính, điều này làm thay đổi phương trình tiêu cự.

### Đạo hàm sử dụng định luật Snell

Khúc xạ của một thấu kính phẳng lồi mỏng (planoconvex lens)

Xem xét một thấu kính mỏng có bán kính bề mặt thứ nhất là {\textstyle R} và một mặt phẳng phía sau, làm bằng vật liệu có chiết suất {\textstyle n} .
Áp dụng định luật Snell, ánh sáng đi vào bề mặt thứ nhất bị khúc xạ theo {\displaystyle \sin i=n\sin r_{1}}, theo đó, {\displaystyle i} là góc tới trên giao diện và {\displaystyle r_{1}} là góc khúc xạ.
Đối với bề mặt thứ hai, {\displaystyle n\sin r_{2}=\sin e}, theo đó {\displaystyle r_{2}} là góc tới và {\displaystyle e} là góc khúc xạ.
Đối với góc nhỏ, {\textstyle \sin x\approx x} . Hình học của bài toán sau đó cho ta thấy:
{\displaystyle {\begin{aligned}e&\approx nr_{2}\\&=n(i-r_{1})\\&\approx n(i-{\frac {i}{n}})\end{aligned}}}

Lấy nét bằng một thấu kính planoconvex mỏng

Nếu tia tới song song với trục chính và khoảng cách từ trục chính tới tia tới là {\textstyle h}, ta có 
{\displaystyle \sin i={\frac {h}{R}}\implies i\approx {\frac {h}{R}}.}
Thay thế vào biểu thức trên, ta nhận được
{\displaystyle e\approx {\frac {h}{R}}(n-1).}
Tia này đi qua trục quang học ở khoảng cách {\displaystyle f}, được cho bởi 
{\displaystyle \tan e={\frac {h}{f}}\implies e\approx {\frac {h}{f}}}
Kết hợp hai biểu thức ta được {\textstyle {\frac {1}{f}}={\frac {1}{R}}(n-1)}.
Thêm vào đó, có thể chỉ ra rằng nếu như hai thấu kính có bán kính như vậy, {\textstyle R_{1}} Và {\textstyle -R_{2}} được đặt gần nhau, độ dài tiêu cự có thể được cộng lại để tạo ra công thức thấu kính mỏng:
{\displaystyle {\frac {1}{f}}=\left(n-1\right)\left({\frac {1}{R_{1}}}-{\frac {1}{R_{2}}}\right)}

## Tạo ảnh

Một số tia tuân thủ theo các quy tắc đơn giản khi đi qua một thấu kính mỏng, trong phương pháp xấp xỉ tia cận trục:
- Bất kỳ tia tới nào song song với trục trên một mặt của thấu kính đều tiến tới tiêu điểm {\displaystyle f_{2}} ở mặt bên kia.
- Bất kỳ tia nào tới thấu kính sau khi đi qua tiêu điểm {\displaystyle f_{1}} ở phía trước, sẽ đi ra song song với trục thấu kính ở phía bên kia.
- Bất kỳ tia nào đi qua tâm của thấu kính đều sẽ không thay đổi hướng của nó.

Nếu có ba tia như vậy được vạch ra từ cùng một điểm trên một vật thể nằm phía trước thấu kính (chẳng hạn như đỉnh), giao điểm của chúng sẽ đánh dấu vị trí của điểm tương ứng trên ảnh của vật. Bằng cách lần theo đường đi của các tia này, mối quan hệ giữa khoảng cách đối tượng s và khoảng cách hình ảnh s′ có thể được chỉ ra là:
{\displaystyle {1 \over s}+{1 \over s'}={1 \over f}}
hay còn được gọi là phương trình thấu kính mỏng.

## Quang vật lý
Trong quang học sóng vô hướng, một thấu kính là một bộ phận gây dịch chuyển pha của mặt sóng. Về mặt toán học, có thể hiểu điều này như việc nhân mặt sóng với hàm sau:
{\displaystyle \exp \left({\frac {2\pi i}{\lambda }}{\frac {r^{2}}{2f}}\right)}.